# Vodene bebe
Vodene bebe (Paakniwat, Pa'oha'a, Pā'ōna, Paohmaa, Pangam kiktam, Pa'-nawi-s, Pa-nugis, Para Ub, s'o:lmexw; Water Babies), Vodene bebe su tajanstveni i opasni vodeni duhovi iz folklora Kalifornije i drugih zapadnih indijanskih plemena. Vodene bebe navodno nastanjuju izvore, a ponekad i bare ili potoke. One obično poprimaju oblik prekrasne ljudske dojenčadi (iako u nekim plemenima imaju riblje repove ili se pojavljuju kao gmazovska bića koja samo plaču nalik ljudskim bebama.) U mnogim plemenskim tradicijama, plač vodene bebe predznak je smrti. U drugima, reagiranje na plač vodene bebe tako da je podignu rezultira katastrofom. O vodenim bebama govore plemena Paiute, Shoshone, Washoe, Achomawi, Cahuilla, Cupeño, Luiseño, Serrano, Yokuts, Salish